# 约瑟夫·施特罗
约瑟夫·施特罗（德語：Josef Stroh，1913年3月5日—1991年1月7日），奥地利、德国男子足球运动员。他曾代表奥地利、德国参加1934年和1938年国际足联世界杯，其中1934年世界杯获得第四名，1938年世界杯止步十六强。